# 5-ös busz (Miskolc)
A miskolci 5-ös buszjárat Felső-Majláth és Lillafüred kapcsolatát látja el.

## Története
Induló végállomásai sokszor változtak, de a külső mindig Lillafüred maradt. Indult már a Tiszai pályaudvarról, a Dózsa György utcáról, az Újgyőri főtérről (akkor Marx tér), a Majális-parkból, Diósgyőr végállomásról, 2012 óta pedig Felső-Majláthról.
A két állomás közti távot 12 perc alatt teszi meg. 2005-ben és 2006-ban az egykori 55-ös vonalán Lillafüred irányában a Vadaspark megállót is érintette napi két járat, ez a 2007-es racionalizálást követően nem került be a menetrendbe. 2009 őszén még közlekedett a Vadasparkot érintő pár járat, valamint néhány járat azóta is az Injekcióüzem érintésével közlekedik.
A koronavírus-járvány miatt ideiglenesen bevezetett menetrend szerint 2020. április 6. és június 1. között a járat szünetelt.
A 2021. április 17-től érvényes menetrend szerint nem fog közlekedni, helyét a 15-ös buszjárat fogja átvenni, mely minden időpontban érinti majd Lillafüredet, óránként egyszer.
2021. május 23-án utaskérésre újra közlekedik.

## Követési ideje
Mindennap óránként közlekedik.

## Útvonala
| Felső-Majláth – Lillafüred                                                   | Lillafüred – Felső-Majláth                                                   |
| ---------------------------------------------------------------------------- | ---------------------------------------------------------------------------- |
| - Felső-Majláth - Hegyalja út - Vadas Jenő utca - Egri országút - Lillafüred | - Lillafüred - Egri országút - Vadas Jenő utca - Hegyalja út - Felső-Majláth |

## Megállóhelyei
| 0  | Felső-Majláth végállomás         | 12 | 1, 15, 21, 53, 54, 101B, ZOO 1 | Majláth              |
| 2  | Hóvirág utca                     | 11 | 1, 15, 53, ZOO                 |                      |
| 3  | Papírgyár                        | 10 | 1, 15, 53, ZOO                 | Diósgyőri Papírgyár  |
| 4  | Majális-park                     | 9  | 1, 15, 53, ZOO                 | Majális-park         |
| 5  | Csanyik-völgy                    | 8  | 15                             | Csanyik              |
| 6  | Alsó-Hámor                       | 6  | 15                             |                      |
| 7  | Felső-Hámor                      | 5  | 15                             | Felsőhámor           |
| 9  | Palotaszálló/Függőkert           | 3  | 15                             | Palotaszálló         |
| 10 | Szent István-barlang             | 2  | 15                             | Szent István-barlang |
| 12 | Lillafüred végállomás/Libegőpark | 0  | 15                             | Lillafüred           |